# Романовка (Тюльганский район)
Романовка — село в Тюльганском районе Оренбургской области в составе Благодарновского сельсовета. 

## География
Находится на расстоянии примерно 28 километров по прямой на юго-запад от районного центра поселка  Тюльган.

## История
Село основано в период 1890-1893 годов переселенцами-молоканами из Таврической губернии.

## Население
Население составляло 200 человек в 2002 году (русские 57%, казахи 26%),  163 по переписи 2010 года.